# حسن سمیعی
حسن سمیعی حقوقدان و کفیل وزارت دادگستری در دولت نخست دکتر مصدق از ۱۶ بهمن ۱۳۳۰ تا ۱۴ تیر ۱۳۳۱ بود.   وی در دولت دوم مصدق حضور نداشته و به عنوان استاندار تهران منصوب شد. 
سمیعی دارای دکترای حقوق و استاد دانشکده حقوق و علوم سیاسی دانشگاه تهران بود.